# سوزان أوكونور
سوزان أوكونور هي لاعبة كرلنغ كندية، ولدت في 3 مايو 1977 في كالغاري في كندا.

## وصلات خارجية
- سوزان أوكونور على موقع الاتحاد الدولي للكرلنغ (الإنجليزية)
- سوزان أوكونور على موقع اللجنة الأولمبية الدولية (الإنجليزية)
- سوزان أوكونور على موقع أوليمبيديا (الإنجليزية)
- سوزان أوكونور على موقع اللجنة الأولمبية الكندية (الإنجليزية)